# Arsenal FC in het seizoen 2014/15
Dit artikel beschrijft de prestaties van de Engelse voetbalclub Arsenal FC in het seizoen 2014–2015. Het was het 23ste opeenvolgende seizoen dat de club uit Londen uitkwam in de hoogste divisie van het Engelse profvoetbal, de Premier League. 

## Selectie
| No.           | Naam                    | Nationaliteit | Geboortedatum | Vorige club         |
| ------------- | ----------------------- | ------------- | ------------- | ------------------- |
| Keepers       |                         |               |               |                     |
| 1             | Wojciech Szczęsny       | Polen         | 18-04-1990    | Brentford FC        |
| 13            | David Ospina            | Colombia      | 31-08-1988    | OGC Nice            |
| 26            | Damián Martínez         | Argentinië    | 02-09-1992    | Sheffield Wednesday |
| Verdedigers   |                         |               |               |                     |
| 2             | Mathieu Debuchy         | Frankrijk     | 28-07-1985    | Newcastle United    |
| 3             | Kieran Gibbs            | Engeland      | 26-09-1989    | Norwich City        |
| 4             | Per Mertesacker         | Duitsland     | 29-09-1984    | Werder Bremen       |
| 5             | Gabriel Paulista        | Brazilië      | 26-11-1990    | Villarreal          |
| 6             | Laurent Koscielny       | Frankrijk     | 10-09-1985    | FC Lorient          |
| 18            | Nacho Monreal           | Spanje        | 26-02-1986    | Málaga CF           |
| 21            | Calum Chambers          | Engeland      | 20-01-1995    | Southampton FC      |
| 39            | Héctor Bellerín         | Spanje        | 10-03-1995    | /                   |
| Middenvelders |                         |               |               |                     |
| 7             | Tomáš Rosický           | Tsjechië      | 04-10-1980    | Borussia Dortmund   |
| 8             | Mikel Arteta            | Spanje        | 26-03-1982    | Everton FC          |
| 10            | Jack Wilshere           | Engeland      | 01-01-1992    | Bolton Wanderers    |
| 11            | Mesut Özil              | Duitsland     | 15-10-1988    | Real Madrid         |
| 16            | Aaron Ramsey            | Wales         | 26-12-1990    | Cardiff City        |
| 19            | Santi Cazorla           | Spanje        | 13-12-1984    | Málaga CF           |
| 20            | Mathieu Flamini         | Frankrijk     | 07-03-1984    | AC Milan            |
| 24            | Abou Diaby              | Frankrijk     | 11-05-1986    | AJ Auxerre          |
| 34            | Francis Coquelin        | Frankrijk     | 13-05-1991    | SC Freiburg         |
| 35            | Gedion Zelalem          | Duitsland     | 26-01-1997    | /                   |
| Aanvallers    |                         |               |               |                     |
| 9             | Lukas Podolski          | Duitsland     | 04-06-1985    | FC Köln             |
| 12            | Olivier Giroud          | Frankrijk     | 30-09-1986    | Montpellier         |
| 14            | Theo Walcott            | Engeland      | 16-03-1989    | Southampton         |
| 15            | Alex Oxlade-Chamberlain | Engeland      | 15-08-1993    | Southampton         |
| 17            | Alexis Sánchez          | Chili         | 19-12-1988    | FC Barcelona        |
| 22            | Yaya Sanogo             | Frankrijk     | 27-01-1993    | AJ Auxerre          |
| 23            | Danny Welbeck           | Engeland      | 26-11-1990    | Manchester United   |
| 27            | Serge Gnabry            | Duitsland     | 14-07-1995    | /                   |
| 28            | Joel Campbell           | Costa Rica    | 26-06-1992    | Olympiakos          |

- = Aanvoerder

### Technische staf
|                 |                      |                       |
| Functie         | Naam                 | Nationaliteit         |
| Coach           | Arsène Wenger (foto) | Frankrijk             |
| Assistent-coach | Steve Bould          | Engeland              |
| Assistent-coach | Boro Primorac        | Bosnië en Herzegovina |
| Assistent-coach | Neil Banfield        | Engeland              |
| Keeperstrainer  | Gerry Peyton         | Ierland               |

## Resultaten
Een overzicht van de competities waaraan Arsenal in het seizoen 2014-2015 deelnam.
| Premier League | FA Cup  | League Cup  | Community Shield | Champions League |
| -------------- | ------- | ----------- | ---------------- | ---------------- |
|                |         |             |                  |                  |
| Derde          | Winnaar | Derde ronde | Winnaar          | 1/8 finale       |

## Uitrustingen
Shirtsponsor(s): Fly Emirates

Sportmerk: Puma
| Thuis | Uit | Alternatief | Doelman | Doelman | Doelman |  |

## Transfers

### Zomer

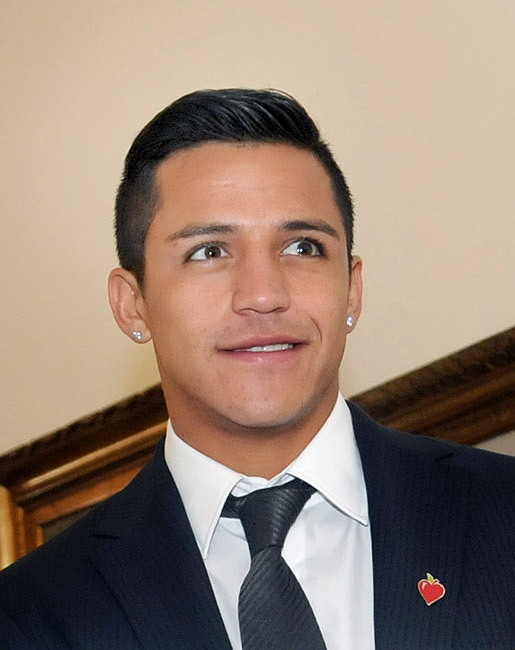
Alexis Sánchez (foto) ruilde FC Barcelona in voor Arsenal. Aanvoerder Thomas Vermaelen maakte de omgekeerde beweging.

| Naam             | Nationaliteit | Van/naar            | Type         |
| ---------------- | ------------- | ------------------- | ------------ |
| Inkomend         |               |                     |              |
| Alexis Sánchez   | Chili         | FC Barcelona        | € 45.000.000 |
| Mathieu Debuchy  | Frankrijk     | Newcastle United    | € 15.000.000 |
| David Ospina     | Colombia      | OGC Nice            | € 4.000.000  |
| Calum Chambers   | Engeland      | Southampton FC      | € 14.000.000 |
| Danny Welbeck    | Engeland      | Manchester United   | € 20.000.000 |
| Damián Martínez  | Argentinië    | Sheffield Wednesday | Einde huur   |
| Uitgaand         |               |                     |              |
| Thomas Vermaelen | België        | FC Barcelona        | € 19.000.000 |
| Johan Djourou    | Zwitserland   | Hamburger SV        | € 3.150.000  |
| Ignasi Miquel    | Spanje        | Norwich City        | € 1.900.000  |
| Park Chu-young   | Zuid-Korea    |                     | Transfervrij |
| Bacary Sagna     | Frankrijk     | Manchester City     | Transfervrij |
| Łukasz Fabiański | Polen         | Swansea City        | Transfervrij |
| Nicklas Bendtner | Denemarken    | VfL Wolfsburg       | Transfervrij |
| Carl Jenkinson   | Engeland      | West Ham United     | Verhuurd     |
| Ryo Miyaichi     | Japan         | FC Twente           | Verhuurd     |
| Emiliano Viviano | Italië        | Palermo             | Einde huur   |
| Kim Källström    | Zweden        | Spartak Moskou      | Einde huur   |

### Winter
| Naam             | Nationaliteit | Van/naar       | Type         |
| ---------------- | ------------- | -------------- | ------------ |
| Inkomend         |               |                |              |
| Gabriel Paulista | Brazilië      | Villarreal     | € 15.000.000 |
| Uitgaand         |               |                |              |
| Lukas Podolski   | Duitsland     | Internazionale | Huur         |
| Yaya Sanogo      | Frankrijk     | Crystal Palace | Huur         |
| Joel Campbell    | Costa Rica    | Villarreal     | Huur         |

## Premier League

### Wedstrijden
| Wedstrijddetails                                        | Thuisploeg                                                | Uitslag             | Uitploeg                                | Opstelling | Kaarten                                                         |
| ------------------------------------------------------- | --------------------------------------------------------- | ------------------- | --------------------------------------- | --- | --------------------------------------------------------------- |
| Heenronde                                               |                                                           |                     |                                         | |                                                                 |
| 16 augustus 2014 18:30 Emirates Stadium Londen          | Arsenal FC                                                | 2-1                 | Crystal Palace                          | Szczęsny Debuchy, Chambers, Koscielny, Gibbs (53' Monreal) Wilshere (69' Oxlade-Chamberlain), Arteta, Ramsey Sánchez, Sanogo (62' Giroud), Cazorla                | 44' Chambers 60' Cazorla                                        |
| 16 augustus 2014 18:30 Emirates Stadium Londen          | 45+1' Koscielny 90+1' Ramsey                              | 0-1 1-1 2-1         | 35' Hangeland                           | Szczęsny Debuchy, Chambers, Koscielny, Gibbs (53' Monreal) Wilshere (69' Oxlade-Chamberlain), Arteta, Ramsey Sánchez, Sanogo (62' Giroud), Cazorla                | 44' Chambers 60' Cazorla                                        |
| 23 augustus 2014 18:30 Goodison Park Liverpool          | Everton FC                                                | 2-2                 | Arsenal FC                              | Szczęsny Debuchy, Chambers, Mertesacker, Monreal Wilshere (74' Cazorla), Flamini, Ramsey Oxlade-Chamberlain (74' Campbell), Sánchez (46' Giroud), Özil            | 43' Mertesacker 54' Wilshere 57' Chambers 77' Flamini           |
| 23 augustus 2014 18:30 Goodison Park Liverpool          | 19' Coleman 45' Naismith                                  | 1-0 2-0 2-1 2-2     | 83' Ramsey 90' Giroud                   | Szczęsny Debuchy, Chambers, Mertesacker, Monreal Wilshere (74' Cazorla), Flamini, Ramsey Oxlade-Chamberlain (74' Campbell), Sánchez (46' Giroud), Özil            | 43' Mertesacker 54' Wilshere 57' Chambers 77' Flamini           |
| 31 augustus 2014 17:00 King Power Stadium Leicester     | Leicester City                                            | 1-1                 | Arsenal FC                              | Szczęsny Debuchy, Mertesacker, Koscielny (26' Chambers), Monreal Cazorla (77' Oxlade-Chamberlain), Flamini, Ramsey Sánchez, Sanogo (77' Podolski), Özil           | 90+1' Szczęsny                                                  |
| 31 augustus 2014 17:00 King Power Stadium Leicester     | 22' Ulloa                                                 | 0-1 1-1             | 20' Sánchez                             | Szczęsny Debuchy, Mertesacker, Koscielny (26' Chambers), Monreal Cazorla (77' Oxlade-Chamberlain), Flamini, Ramsey Sánchez, Sanogo (77' Podolski), Özil           | 90+1' Szczęsny                                                  |
| 13 september 2014 13:45 Emirates Stadium Londen         | Arsenal FC                                                | 2-2                 | Manchester City                         | Szczęsny Debuchy (81' Chambers), Mertesacker, Koscielny, Monreal Wilshere, Flamini (90+5' Arteta), Ramsey Sánchez, Welbeck (87' Oxlade-Chamberlain), Özil         | 58' Flamini 62' Monreal 75' Sánchez                             |
| 13 september 2014 13:45 Emirates Stadium Londen         | 63' Wilshere 74' Sánchez                                  | 0-1 1-1 2-1 2-2     | 28' Agüero 83' Demichelis               | Szczęsny Debuchy (81' Chambers), Mertesacker, Koscielny, Monreal Wilshere, Flamini (90+5' Arteta), Ramsey Sánchez, Welbeck (87' Oxlade-Chamberlain), Özil         | 58' Flamini 62' Monreal 75' Sánchez                             |
| 20 september 2014 16:00 Villa Park Birmingham           | Aston Villa                                               | 0-3                 | Arsenal FC                              | Szczęsny Chambers, Mertesacker, Koscielny, Gibbs Cazorla, Arteta, Ramsey (78' Wilshere) Oxlade-Chamberlain (78' Rosický), Welbeck (78' Podolski), Özil            | 22' Chambers 56' Ramsey 84' Wilshere                            |
| 20 september 2014 16:00 Villa Park Birmingham           |                                                           | 0-1 0-2 0-3         | 32' Özil 34' Welbeck 36' Cissokho (own) | Szczęsny Chambers, Mertesacker, Koscielny, Gibbs Cazorla, Arteta, Ramsey (78' Wilshere) Oxlade-Chamberlain (78' Rosický), Welbeck (78' Podolski), Özil            | 22' Chambers 56' Ramsey 84' Wilshere                            |
| 27 september 2014 18:30 Emirates Stadium Londen         | Arsenal FC                                                | 1-1                 | Tottenham Hotspur                       | Szczęsny Chambers, Mertesacker, Koscielny, Gibbs Wilshere (63' Sánchez), Arteta (28' Flamini), Ramsey (45+1' Cazorla) Oxlade-Chamberlain, Welbeck, Özil           | 12' Oxlade-Chamberlain 22' Wilshere 86' Chambers                |
| 27 september 2014 18:30 Emirates Stadium Londen         | 74' Oxlade-Chamberlain                                    | 0-1 1-1             | 56' Chadli                              | Szczęsny Chambers, Mertesacker, Koscielny, Gibbs Wilshere (63' Sánchez), Arteta (28' Flamini), Ramsey (45+1' Cazorla) Oxlade-Chamberlain, Welbeck, Özil           | 12' Oxlade-Chamberlain 22' Wilshere 86' Chambers                |
| 5 oktober 2014 15:20 Stamford Bridge Londen             | Chelsea FC                                                | 2-0                 | Arsenal FC                              | Szczęsny Chambers, Mertesacker, Koscielny, Gibbs Cazorla (69' Oxlade-Chamberlain), Flamini, Wilshere (83' Rosický) Sánchez (79' Podolski), Welbeck, Özil          | 22' Chambers 27' Koscielny 90+1' Welbeck                        |
| 5 oktober 2014 15:20 Stamford Bridge Londen             | 27' Hazard 78' Costa                                      | 1-0 2-0             |                                         | Szczęsny Chambers, Mertesacker, Koscielny, Gibbs Cazorla (69' Oxlade-Chamberlain), Flamini, Wilshere (83' Rosický) Sánchez (79' Podolski), Welbeck, Özil          | 22' Chambers 27' Koscielny 90+1' Welbeck                        |
| 18 oktober 2014 16:00 Emirates Stadium Londen           | Arsenal FC                                                | 2-2                 | Hull City                               | Szczęsny Bellerín, Mertesacker, Monreal, Gibbs Wilshere (69' Campbell), Flamini (63' Ramsey), Cazorla Sánchez, Welbeck, Oxlade-Chamberlain                        | 69' Wilshere 80' Cazorla                                        |
| 18 oktober 2014 16:00 Emirates Stadium Londen           | 13' Sánchez 90+1' Welbeck                                 | 1-0 1-1 1-2 2-2     | 17' Diamé 46' Hernández                 | Szczęsny Bellerín, Mertesacker, Monreal, Gibbs Wilshere (69' Campbell), Flamini (63' Ramsey), Cazorla Sánchez, Welbeck, Oxlade-Chamberlain                        | 69' Wilshere 80' Cazorla                                        |
| 25 oktober 2014 16:00 Stadium of Light Sunderland       | Sunderland                                                | 0-2                 | Arsenal FC                              | Szczęsny Chambers, Mertesacker, Monreal, Gibbs (74' Bellerín) Arteta (88' Ramsey), Flamini, Sánchez Oxlade-Chamberlain (90' Rosický), Welbeck, Cazorla            | 24' Gibbs 50' Welbeck 55' Arteta                                |
| 25 oktober 2014 16:00 Stadium of Light Sunderland       |                                                           | 0-1 0-2             | 30' Sánchez 90+2' Sánchez               | Szczęsny Chambers, Mertesacker, Monreal, Gibbs (74' Bellerín) Arteta (88' Ramsey), Flamini, Sánchez Oxlade-Chamberlain (90' Rosický), Welbeck, Cazorla            | 24' Gibbs 50' Welbeck 55' Arteta                                |
| 1 november 2014 16:00 Emirates Stadium Londen           | Arsenal FC                                                | 3-0                 | Burnley FC                              | Szczęsny Chambers, Mertesacker, Monreal, Gibbs Arteta (63' Ramsey), Flamini, Sánchez Oxlade-Chamberlain (80' Walcott), Welbeck (80' Podolski), Cazorla            |                                                                 |
| 1 november 2014 16:00 Emirates Stadium Londen           | 70' Sánchez 72' Chambers 90+1' Sánchez                    | 1-0 2-0 3-0         |                                         | Szczęsny Chambers, Mertesacker, Monreal, Gibbs Arteta (63' Ramsey), Flamini, Sánchez Oxlade-Chamberlain (80' Walcott), Welbeck (80' Podolski), Cazorla            |                                                                 |
| 9 november 2014 17:00 Liberty Stadium Swansea           | Swansea City                                              | 2-1                 | Arsenal FC                              | Szczęsny Chambers (90' Sanogo), Mertesacker, Monreal, Gibbs Ramsey (79' Walcott), Flamini (79' Wilshere), Sánchez Oxlade-Chamberlain, Welbeck, Cazorla            | 45+1' Ramsey 55' Mertesacker 62' Chambers 74' Gibbs 86' Sánchez |
| 9 november 2014 17:00 Liberty Stadium Swansea           | 75' Sigurðsson 78' Gomis                                  | 0-1 1-1 2-1         | 63' Sánchez                             | Szczęsny Chambers (90' Sanogo), Mertesacker, Monreal, Gibbs Ramsey (79' Walcott), Flamini (79' Wilshere), Sánchez Oxlade-Chamberlain, Welbeck, Cazorla            | 45+1' Ramsey 55' Mertesacker 62' Chambers 74' Gibbs 86' Sánchez |
| 22 november 2014 18:30 Emirates Stadium Londen          | Arsenal FC                                                | 1-2                 | Manchester United                       | Szczęsny (59' Martínez) Chambers, Mertesacker, Monreal, Gibbs Ramsey (77' Giroud), Arteta, Wilshere (55' Cazorla) Oxlade-Chamberlain, Welbeck, Sánchez            | 65' Cazorla 90+8' Giroud                                        |
| 22 november 2014 18:30 Emirates Stadium Londen          | 90+5' Giroud                                              | 0-1 0-2 1-2         | 56' Gibbs (own) 85' Rooney              | Szczęsny (59' Martínez) Chambers, Mertesacker, Monreal, Gibbs Ramsey (77' Giroud), Arteta, Wilshere (55' Cazorla) Oxlade-Chamberlain, Welbeck, Sánchez            | 65' Cazorla 90+8' Giroud                                        |
| 29 november 2014 13:45 The Hawthorns West Bromwich      | West Bromwich Albion                                      | 0-1                 | Arsenal FC                              | Martínez Chambers, Mertesacker, Koscielny, Monreal (23' Gibbs) Ramsey, Flamini, Cazorla Sánchez, Giroud (78' Oxlade-Chamberlain), Welbeck                         | 90+3' Oxlade-Chamberlain                                        |
| 29 november 2014 13:45 The Hawthorns West Bromwich      |                                                           | 0-1                 | 60' Welbeck                             | Martínez Chambers, Mertesacker, Koscielny, Monreal (23' Gibbs) Ramsey, Flamini, Cazorla Sánchez, Giroud (78' Oxlade-Chamberlain), Welbeck                         | 90+3' Oxlade-Chamberlain                                        |
| 3 december 2014 20:45 Emirates Stadium Londen           | Arsenal FC                                                | 1-0                 | Southampton FC                          | Martínez Chambers, Mertesacker, Koscielny, Monreal Ramsey, Flamini, Cazorla Oxlade-Chamberlain (65' Giroud), Welbeck (81' Podolski), Sánchez                      |                                                                 |
| 3 december 2014 20:45 Emirates Stadium Londen           | 89' Sánchez                                               | 1-0                 |                                         | Martínez Chambers, Mertesacker, Koscielny, Monreal Ramsey, Flamini, Cazorla Oxlade-Chamberlain (65' Giroud), Welbeck (81' Podolski), Sánchez                      |                                                                 |
| 6 december 2014 16:00 Britannia Stadium Stoke-on-Trent  | Stoke City                                                | 3-2                 | Arsenal FC                              | Martínez Bellerín (46' Welbeck), Chambers, Mertesacker, Gibbs (90+2' Campbell) Ramsey, Flamini, Cazorla Oxlade-Chamberlain, Giroud (63' Podolski), Sánchez        | 61' Chambers 71' Gibbs 72' Oxlade-Chamberlain 78' Chambers      |
| 6 december 2014 16:00 Britannia Stadium Stoke-on-Trent  | 1' Crouch 35' Bojan 45' Walters                           | 1-0 2-0 3-0 3-1 3-2 | 68' Cazorla 70' Ramsey                  | Martínez Bellerín (46' Welbeck), Chambers, Mertesacker, Gibbs (90+2' Campbell) Ramsey, Flamini, Cazorla Oxlade-Chamberlain, Giroud (63' Podolski), Sánchez        | 61' Chambers 71' Gibbs 72' Oxlade-Chamberlain 78' Chambers      |
| 13 december 2014 18:30 Emirates Stadium Londen          | Arsenal FC                                                | 4-1                 | Newcastle United                        | Szczęsny Bellerín, Debuchy, Mertesacker, Gibbs Flamini, Oxlade-Chamberlain (90+1' Maitland-Niles), Cazorla Sánchez (87' Coquelin), Giroud (73' Podolski), Welbeck | 7' Bellerín 57' Oxlade-Chamberlain                              |
| 13 december 2014 18:30 Emirates Stadium Londen          | 15' Giroud 54' Cazorla 58' Giroud 88' Cazorla             | 1-0 2-0 3-0 3-1 4-1 | 63' Pérez                               | Szczęsny Bellerín, Debuchy, Mertesacker, Gibbs Flamini, Oxlade-Chamberlain (90+1' Maitland-Niles), Cazorla Sánchez (87' Coquelin), Giroud (73' Podolski), Welbeck | 7' Bellerín 57' Oxlade-Chamberlain                              |
| 21 december 2014 17:00 Anfield Liverpool                | Liverpool FC                                              | 2-2                 | Arsenal FC                              | Szczęsny Chambers, Debuchy, Mertesacker, Gibbs Flamini, Oxlade-Chamberlain (90' Campbell), Cazorla Sánchez (90+4' Monreal), Giroud (82' Coquelin), Welbeck        | 14' Flamini 47' Debuchy 90+3' Cazorla                           |
| 21 december 2014 17:00 Anfield Liverpool                | 45' Coutinho 90+7' Škrtel                                 | 1-0 1-1 2-1 2-2     | 45+2' Debuchy 64' Giroud                | Szczęsny Chambers, Debuchy, Mertesacker, Gibbs Flamini, Oxlade-Chamberlain (90' Campbell), Cazorla Sánchez (90+4' Monreal), Giroud (82' Coquelin), Welbeck        | 14' Flamini 47' Debuchy 90+3' Cazorla                           |
| 21 december 2014 17:00 Emirates Stadium Londen          | Arsenal FC                                                | 2-1                 | Queens Park Rangers                     | Szczęsny Debuchy, Mertesacker, Monreal, Gibbs Rosický (83' Chambers), Flamini, Cazorla Sánchez, Giroud, Welbeck (88' Coquelin)                                    | 53' Giroud 90+4' Coquelin                                       |
| 21 december 2014 17:00 Emirates Stadium Londen          | 37' Sánchez 65' Rosický                                   | 1-0 1-1 2-1         | 79' Austin                              | Szczęsny Debuchy, Mertesacker, Monreal, Gibbs Rosický (83' Chambers), Flamini, Cazorla Sánchez, Giroud, Welbeck (88' Coquelin)                                    | 53' Giroud 90+4' Coquelin                                       |
| 28 december 2014 16:00 Boleyn Ground Londen             | West Ham United                                           | 1-2                 | Arsenal FC                              | Szczęsny Debuchy, Mertesacker, Koscielny, Monreal Coquelin, Flamini, Cazorla Oxlade-Chamberlain (90' Chambers), Sánchez, Welbeck (85' Gibbs)                      | 48' Sánchez 80' Debuchy 90+5' Coquelin                          |
| 28 december 2014 16:00 Boleyn Ground Londen             | 54' Kouyaté                                               | 0-1 0-2 1-2         | 41' Cazorla 44' Welbeck                 | Szczęsny Debuchy, Mertesacker, Koscielny, Monreal Coquelin, Flamini, Cazorla Oxlade-Chamberlain (90' Chambers), Sánchez, Welbeck (85' Gibbs)                      | 48' Sánchez 80' Debuchy 90+5' Coquelin                          |
| Terugronde                                              |                                                           |                     |                                         | |                                                                 |
| 1 januari 2015 16:00 St. Mary's Stadium Southampton     | Southampton FC                                            | 2-0                 | Arsenal FC                              | Szczęsny Debuchy (84' Akpom), Mertesacker, Koscielny, Gibbs Chambers (60' Walcott), Coquelin, Cazorla Oxlade-Chamberlain, Sánchez, Rosický                        | 74' Coquelin                                                    |
| 1 januari 2015 16:00 St. Mary's Stadium Southampton     | 34' Mané 56' Tadić                                        | 1-0 2-0             |                                         | Szczęsny Debuchy (84' Akpom), Mertesacker, Koscielny, Gibbs Chambers (60' Walcott), Coquelin, Cazorla Oxlade-Chamberlain, Sánchez, Rosický                        | 74' Coquelin                                                    |
| 11 januari 2015 14:30 Emirates Stadium Londen           | Arsenal FC                                                | 3-0                 | Stoke City                              | Ospina Debuchy (13' Bellerín), Mertesacker, Koscielny, Monreal Rosický, Coquelin, Cazorla Oxlade-Chamberlain (68' Walcott), Giroud (73' Özil), Sánchez            |                                                                 |
| 11 januari 2015 14:30 Emirates Stadium Londen           | 6' Koscielny 33' Sánchez 49' Sánchez                      | 1-0 2-0 3-0         |                                         | Ospina Debuchy (13' Bellerín), Mertesacker, Koscielny, Monreal Rosický, Coquelin, Cazorla Oxlade-Chamberlain (68' Walcott), Giroud (73' Özil), Sánchez            |                                                                 |
| 18 januari 2015 17:00 Etihad Stadium Manchester         | Manchester City                                           | 0-2                 | Arsenal FC                              | Ospina Bellerín, Mertesacker, Koscielny, Monreal Ramsey (84' Flamini), Coquelin, Cazorla Oxlade-Chamberlain (66' Rosický), Giroud, Sánchez (84' Gibbs)            | 3' Koscielny 38' Ramsey 56' Bellerín                            |
| 18 januari 2015 17:00 Etihad Stadium Manchester         |                                                           | 0-1 0-2             | 24' Cazorla 67' Giroud                  | Ospina Bellerín, Mertesacker, Koscielny, Monreal Ramsey (84' Flamini), Coquelin, Cazorla Oxlade-Chamberlain (66' Rosický), Giroud, Sánchez (84' Gibbs)            | 3' Koscielny 38' Ramsey 56' Bellerín                            |
| 1 februari 2015 14:30 Emirates Stadium Londen           | Arsenal FC                                                | 5-0                 | Aston Villa                             | Ospina Bellerín, Mertesacker, Koscielny, Monreal Ramsey (77' Flamini), Coquelin, Cazorla Walcott (70' Rosický), Giroud (70' Akpom), Özil                          |                                                                 |
| 1 februari 2015 14:30 Emirates Stadium Londen           | 8' Giroud 56' Özil 63' Walcott 75' Cazorla 90+2' Bellerín | 1-0 2-0 3-0 4-0 5-0 |                                         | Ospina Bellerín, Mertesacker, Koscielny, Monreal Ramsey (77' Flamini), Coquelin, Cazorla Walcott (70' Rosický), Giroud (70' Akpom), Özil                          |                                                                 |
| 7 februari 2015 13:45 White Hart Lane Londen            | Tottenham Hotspur                                         | 2-1                 | Arsenal FC                              | Ospina Bellerín, Mertesacker, Koscielny, Monreal Ramsey, Coquelin (89' Akpom), Cazorla (68' Rosický) Welbeck (78' Walcott), Giroud, Özil                          | 43' Monreal 45+2' Welbeck 53' Koscielny 84' Giroud 90+4' Ramsey |
| 7 februari 2015 13:45 White Hart Lane Londen            | 56' Kane 86' Kane                                         | 0-1 1-1 2-1         | 11' Özil                                | Ospina Bellerín, Mertesacker, Koscielny, Monreal Ramsey, Coquelin (89' Akpom), Cazorla (68' Rosický) Welbeck (78' Walcott), Giroud, Özil                          | 43' Monreal 45+2' Welbeck 53' Koscielny 84' Giroud 90+4' Ramsey |
| 10 februari 2015 20:45 Emirates Stadium Londen          | Arsenal FC                                                | 2-1                 | Leicester City                          | Ospina Bellerín, Mertesacker, Koscielny, Monreal Rosický, Coquelin, Cazorla Walcott (73' Ramsey)(82' Flamini), Sánchez (68' Giroud), Özil                         | 67' Rosický 90+5' Giroud                                        |
| 10 februari 2015 20:45 Emirates Stadium Londen          | 27' Koscielny 41' Walcott                                 | 1-0 2-0 2-1         | 61' Kramarić                            | Ospina Bellerín, Mertesacker, Koscielny, Monreal Rosický, Coquelin, Cazorla Walcott (73' Ramsey)(82' Flamini), Sánchez (68' Giroud), Özil                         | 67' Rosický 90+5' Giroud                                        |
| 21 februari 2015 16:00 Selhurst Park Londen             | Crystal Palace                                            | 1-2                 | Arsenal FC                              | Ospina Chambers, Mertesacker, Koscielny, Monreal Coquelin, Cazorla, Özil (76' Rosický) Welbeck (77' Gibbs), Giroud, Sánchez (89' Gabriel)                         | 28' Coquelin 56' Giroud 85' Chambers                            |
| 21 februari 2015 16:00 Selhurst Park Londen             | 90+4' Murray                                              | 0-1 0-2 1-2         | 8' Cazorla 45+1' Giroud                 | Ospina Chambers, Mertesacker, Koscielny, Monreal Coquelin, Cazorla, Özil (76' Rosický) Welbeck (77' Gibbs), Giroud, Sánchez (89' Gabriel)                         | 28' Coquelin 56' Giroud 85' Chambers                            |
| 1 maart 2015 15:05 Emirates Stadium Londen              | Arsenal FC                                                | 2-0                 | Everton FC                              | Ospina Bellerín, Gabriel, Koscielny, Gibbs Coquelin (89' Chambers), Cazorla, Özil Oxlade-Chamberlain (82' Rosický), Giroud, Sánchez (87' Welbeck)                 | 46' Giroud 78' Koscielny                                        |
| 1 maart 2015 15:05 Emirates Stadium Londen              | 39' Giroud 89' Rosický                                    | 1-0 2-0             |                                         | Ospina Bellerín, Gabriel, Koscielny, Gibbs Coquelin (89' Chambers), Cazorla, Özil Oxlade-Chamberlain (82' Rosický), Giroud, Sánchez (87' Welbeck)                 | 46' Giroud 78' Koscielny                                        |
| 4 maart 2015 20:45 Loftus Road Stadium Londen           | Queens Park Ranger                                        | 1-2                 | Arsenal FC                              | Ospina Bellerín, Mertesacker, Gabriel (37' Koscielny), Gibbs Rosický (87' Ramsey), Coquelin, Cazorla Özil (90+3' Welbeck), Giroud, Sánchez                        | 34' Bellerín                                                    |
| 4 maart 2015 20:45 Loftus Road Stadium Londen           | 82' Austin                                                | 0-1 0-2 1-2         | 64' Giroud 69' Sánchez                  | Ospina Bellerín, Mertesacker, Gabriel (37' Koscielny), Gibbs Rosický (87' Ramsey), Coquelin, Cazorla Özil (90+3' Welbeck), Giroud, Sánchez                        | 34' Bellerín                                                    |
| 14 maart 2015 16:00 Emirates Stadium Londen             | Arsenal FC                                                | 3-0                 | West Ham United                         | Ospina Chambers, Mertesacker, Koscielny, Monreal Ramsey, Coquelin, Özil (83' Flamini) Walcott (72' Cazorla), Giroud, Sánchez (65' Welbeck)                        | 36' Sánchez                                                     |
| 14 maart 2015 16:00 Emirates Stadium Londen             | 45+1' Giroud 81' Ramsey 84' Ramsey                        | 1-0 2-0 3-0         |                                         | Ospina Chambers, Mertesacker, Koscielny, Monreal Ramsey, Coquelin, Özil (83' Flamini) Walcott (72' Cazorla), Giroud, Sánchez (65' Welbeck)                        | 36' Sánchez                                                     |
| 21 maart 2015 16:00 St. James' Park Newcastle-upon-Tyne | Newcastle United                                          | 1-2                 | Arsenal FC                              | Ospina Chambers, Gabriel, Koscielny, Monreal Ramsey, Coquelin, Cazorla (71' Rosický) Sánchez (71' Flamini), Giroud, Welbeck (89' Bellerín)                        | 36' Sánchez                                                     |
| 21 maart 2015 16:00 St. James' Park Newcastle-upon-Tyne | 48' Sissoko                                               | 0-1 0-2 1-2         | 24' Giroud 28' Giroud                   | Ospina Chambers, Gabriel, Koscielny, Monreal Ramsey, Coquelin, Cazorla (71' Rosický) Sánchez (71' Flamini), Giroud, Welbeck (89' Bellerín)                        | 36' Sánchez                                                     |
| 4 april 2015 13:45 Emirates Stadium Londen              | Arsenal FC                                                | 4-1                 | Liverpool FC                            | Ospina Bellerín, Mertesacker, Koscielny (49' Gabriel), Monreal Coquelin, Cazorla, Özil (73' Welbeck) Ramsey (62' Flamini), Giroud, Sánchez                        | 70' Bellerín                                                    |
| 4 april 2015 13:45 Emirates Stadium Londen              | 37' Bellerín 40' Özil 45' Sánchez 90+1' Giroud            | 1-0 2-0 3-0 3-1 4-1 | 76' Henderson                           | Ospina Bellerín, Mertesacker, Koscielny (49' Gabriel), Monreal Coquelin, Cazorla, Özil (73' Welbeck) Ramsey (62' Flamini), Giroud, Sánchez                        | 70' Bellerín                                                    |
| 11 april 2015 18:30 Turf Moor Burnley                   | Burnley FC                                                | 0-1                 | Arsenal FC                              | Ospina Bellerín, Mertesacker, Koscielny, Monreal Coquelin, Cazorla, Özil Ramsey, Giroud (82' Welbeck), Sánchez (90+3' Chambers)                                   |                                                                 |
| 11 april 2015 18:30 Turf Moor Burnley                   |                                                           | 0-1                 | 12' Ramsey                              | Ospina Bellerín, Mertesacker, Koscielny, Monreal Coquelin, Cazorla, Özil Ramsey, Giroud (82' Welbeck), Sánchez (90+3' Chambers)                                   |                                                                 |
| 26 april 2015 17:00 Emirates Stadium Londen             | Arsenal FC                                                | 0-0                 | Chelsea FC                              | Ospina Bellerín, Mertesacker, Koscielny, Monreal Coquelin (76' Welbeck), Cazorla, Özil Ramsey, Giroud (84' Walcott), Sánchez                                      | 34' Coquelin 89' Ramsey 90+3' Cazorla 90+5' Monreal             |
| 26 april 2015 17:00 Emirates Stadium Londen             |                                                           |                     |                                         | Ospina Bellerín, Mertesacker, Koscielny, Monreal Coquelin (76' Welbeck), Cazorla, Özil Ramsey, Giroud (84' Walcott), Sánchez                                      | 34' Coquelin 89' Ramsey 90+3' Cazorla 90+5' Monreal             |
| 4 mei 2015 21:00 Kingston Communications Stadium Hull   | Hull City                                                 | 1-3                 | Arsenal FC                              | Ospina Bellerín, Mertesacker, Koscielny, Monreal Coquelin, Cazorla, Özil Ramsey (68' Wilshere), Giroud (86' Walcott), Sánchez                                     |                                                                 |
| 4 mei 2015 21:00 Kingston Communications Stadium Hull   | 56' Quinn                                                 | 0-1 0-2 0-3 1-3     | 28' Sánchez 33' Ramsey 45+1' Sánchez    | Ospina Bellerín, Mertesacker, Koscielny, Monreal Coquelin, Cazorla, Özil Ramsey (68' Wilshere), Giroud (86' Walcott), Sánchez                                     |                                                                 |
| 11 mei 2015 21:00 Emirates Stadium Londen               | Arsenal FC                                                | 0-1                 | Swansea City                            | Ospina Bellerín, Mertesacker, Koscielny, Monreal Coquelin (67' Wilshere), Cazorla, Özil Ramsey, Giroud (69' Walcott), Sánchez                                     |                                                                 |
| 11 mei 2015 21:00 Emirates Stadium Londen               |                                                           | 0-1                 | 85' Gomis                               | Ospina Bellerín, Mertesacker, Koscielny, Monreal Coquelin (67' Wilshere), Cazorla, Özil Ramsey, Giroud (69' Walcott), Sánchez                                     |                                                                 |
| 17 mei 2015 17:00 Old Trafford Manchester               | Manchester United                                         | 1-1                 | Arsenal FC                              | Ospina Bellerín (72' Walcott), Mertesacker, Koscielny, Monreal Coquelin, Cazorla (73' Wilshere), Özil Ramsey, Giroud, Sánchez (90' Flamini)                       |                                                                 |
| 17 mei 2015 17:00 Old Trafford Manchester               | 30' Herrera                                               | 1-0 1-1             | 82' Blackett                            | Ospina Bellerín (72' Walcott), Mertesacker, Koscielny, Monreal Coquelin, Cazorla (73' Wilshere), Özil Ramsey, Giroud, Sánchez (90' Flamini)                       |                                                                 |
| 20 mei 2015 20:45 Emirates Stadium Londen               | Arsenal FC                                                | 0-0                 | Sunderland                              | Ospina Bellerín, Mertesacker, Koscielny, Gibbs Ramsey, Cazorla, Özil (81' Rosický) Wilshere (67' Walcott), Giroud, Sánchez                                        | 18' Ramsey                                                      |
| 20 mei 2015 20:45 Emirates Stadium Londen               |                                                           |                     |                                         | Ospina Bellerín, Mertesacker, Koscielny, Gibbs Ramsey, Cazorla, Özil (81' Rosický) Wilshere (67' Walcott), Giroud, Sánchez                                        | 18' Ramsey                                                      |
| 24 mei 2015 16:00 Emirates Stadium Londen               | Arsenal FC                                                | 4-1                 | West Bromwich Albion                    | Ospina Bellerín, Mertesacker, Gabriel, Gibbs Cazorla, Coquelin (69' Ramsey), Özil Wilshere (77' Oxlade-Chamberlain), Walcott (69' Giroud), Sánchez                | 48' Bellerín                                                    |
| 24 mei 2015 16:00 Emirates Stadium Londen               | 4' Walcott 14' Walcott 17' Wilshere 37' Walcott           | 1-0 2-0 3-0 4-0 4-1 | 57' McAuley                             | Ospina Bellerín, Mertesacker, Gabriel, Gibbs Cazorla, Coquelin (69' Ramsey), Özil Wilshere (77' Oxlade-Chamberlain), Walcott (69' Giroud), Sánchez                | 48' Bellerín                                                    |

### Overzicht
| Speeldag  | 1 | 2 | 3 | 4 | 5 | 6  | 7  | 8  | 9  | 10 | 11 | 12 | 13 | 14 | 15 | 16 | 17 | 18 | 19 | 20 | 21 | 22 | 23 | 24 | 25 | 26 | 27 | 28 | 29 | 30 | 31 | 32 | 33 | 34 | 35 | 36 | 37 | 38 |
| --------- | - | - | - | - | - | -- | -- | -- | -- | -- | -- | -- | -- | -- | -- | -- | -- | -- | -- | -- | -- | -- | -- | -- | -- | -- | -- | -- | -- | -- | -- | -- | -- | -- | -- | -- | -- | -- |
| Resultaat | w | g | g | g | w | g  | v  | g  | w  | w  | v  | v  | w  | w  | v  | w  | g  | w  | w  | v  | w  | w  | w  | v  | w  | w  | w  | w  | w  | w  | w  | w  | g  | w  | v  | g  | g  | w  |
| Punten    | 3 | 4 | 5 | 6 | 9 | 10 | 10 | 11 | 14 | 17 | 17 | 17 | 20 | 23 | 23 | 26 | 27 | 30 | 33 | 33 | 36 | 39 | 42 | 42 | 45 | 48 | 51 | 54 | 57 | 60 | 63 | 66 | 67 | 70 | 70 | 71 | 72 | 75 |
| Positie   | 3 | 5 | 7 | 7 | 4 | 4  | 8  | 7  | 5  | 4  | 6  | 8  | 6  | 6  | 6  | 6  | 6  | 6  | 5  | 6  | 5  | 5  | 5  | 6  | 5  | 3  | 3  | 3  | 3  | 3  | 2  | 2  | 3  | 3  | 3  | 3  | 3  | 3  |

### Eindstand
| №  | Club                 | WG | W  | G  | V  | DV | DT | +/− | Punten |
| -- | -------------------- | -- | -- | -- | -- | -- | -- | --- | ------ |
|    | Chelsea              | 38 | 26 | 9  | 3  | 73 | 32 | +41 | 87     |
| 2  | Manchester City      | 38 | 24 | 7  | 7  | 83 | 38 | +45 | 79     |
| 3  | Arsenal              | 38 | 22 | 9  | 7  | 71 | 36 | +35 | 75     |
| 4  | Manchester United    | 38 | 20 | 10 | 8  | 62 | 37 | +25 | 70     |
| 5  | Tottenham Hotspur    | 38 | 19 | 7  | 12 | 58 | 53 | +5  | 64     |
| 6  | Liverpool            | 38 | 18 | 8  | 12 | 52 | 48 | +4  | 62     |
| 7  | Southampton          | 38 | 18 | 6  | 14 | 54 | 33 | +21 | 60     |
| 8  | Swansea City         | 38 | 16 | 8  | 14 | 46 | 49 | –3  | 56     |
| 9  | Stoke City           | 38 | 15 | 9  | 14 | 48 | 45 | +3  | 54     |
| 10 | Crystal Palace       | 38 | 13 | 9  | 16 | 47 | 51 | –4  | 48     |
| 11 | Everton              | 38 | 12 | 11 | 15 | 48 | 50 | –2  | 47     |
| 12 | West Ham United      | 38 | 12 | 11 | 15 | 44 | 47 | –3  | 47     |
| 13 | West Bromwich Albion | 38 | 11 | 11 | 16 | 38 | 51 | –13 | 44     |
| 14 | Leicester City       | 38 | 11 | 8  | 19 | 46 | 55 | –9  | 41     |
| 15 | Newcastle United     | 38 | 10 | 9  | 19 | 40 | 63 | –23 | 39     |
| 16 | Sunderland           | 38 | 7  | 17 | 14 | 31 | 53 | –22 | 38     |
| 17 | Aston Villa          | 38 | 10 | 8  | 20 | 31 | 57 | –26 | 38     |
| 18 | Hull City            | 38 | 8  | 11 | 19 | 33 | 51 | –18 | 35     |
| 19 | Burnley              | 38 | 7  | 12 | 19 | 28 | 53 | –25 | 33     |
| 20 | Queens Park Rangers  | 38 | 8  | 6  | 24 | 42 | 73 | –31 | 30     |

### Toeschouwers
| №      | Club                 | Totaal     | Gem    | Duels | +/–    | Record |
| ------ | -------------------- | ---------- | ------ | ----- | ------ | ------ |
| 1      | Manchester United    | 1.431.362  | 75.335 | 19    | +0,2%  | 75.454 |
| 2      | Arsenal              | 1.139.843  | 59.992 | 19    | 0,0%   | 60.081 |
| 3      | Newcastle United     | 956.823    | 50.359 | 19    | −0,1%  | 52.315 |
| 4      | Manchester City      | 861.939    | 45.365 | 19    | −3,6%  | 45.919 |
| 5      | Liverpool            | 848.519    | 44.659 | 19    | 0,0%   | 44.736 |
| 6      | Sunderland           | 819.985    | 43.157 | 19    | +5,0%  | 47.563 |
| 7      | Chelsea              | 789.376    | 41.546 | 19    | +0,2%  | 41.629 |
| 8      | Everton              | 729.711    | 38.406 | 19    | +1,8%  | 39.621 |
| 9      | Tottenham Hotspur    | 678.824    | 35.728 | 19    | −0,2%  | 36.130 |
| 10     | West Ham United      | 662.552    | 34.846 | 19    | +1,9%  | 34.977 |
| 11     | Aston Villa          | 648.518    | 34.133 | 19    | −5,4%  | 41.273 |
| 12     | Leicester City       | 602.165    | 31.693 | 19    | +26,8% | 32.021 |
| 13     | Southampton          | 582.395    | 30.741 | 19    | +1,8%  | 31.723 |
| 14     | Stoke City           | 514.547    | 27.081 | 19    | +3,6%  | 27.602 |
| 15     | West Bromwich Albion | 476.211    | 25.064 | 19    | −0,5%  | 26.768 |
| 16     | Crystal Palace       | 464.004    | 24.421 | 19    | +0,2%  | 25.197 |
| 17     | Hull City            | 447.584    | 23.557 | 19    | −2,3%  | 24.877 |
| 18     | Swansea City         | 390.543    | 20.555 | 19    | +0,7%  | 20.828 |
| 19     | Burnley              | 363.483    | 19.131 | 19    | +39,4% | 21.335 |
| 20     | Queens Park Rangers  | 338.369    | 17.809 | 19    | +6,9%  | 18.098 |
| Totaal | Totaal               | 13.746.753 | 36.179 | 380   | −1,3%  | 75.454 |

## Community Shield
| Wedstrijddetails                              | Thuisploeg                        | Uitslag     | Uitploeg        | Opstelling | Kaarten |
| --------------------------------------------- | --------------------------------- | ----------- | --------------- | --- | ------- |
| Finale                                        |                                   |             |                 | |         |
| 10 augustus 2014 16:00 Wembley Stadium Londen | Arsenal FC                        | 3-0         | Manchester City | Szczęsny Debuchy, Chambers, Koscielny (46' Monreal), Gibbs Wilshere (68' Flamini), Arteta, Ramsey (86' Campbell) Sánchez (46' Oxlade-Chamberlain), Sanogo (46' Giroud), Cazorla (70' Rosický) |         |
| 10 augustus 2014 16:00 Wembley Stadium Londen | 21' Cazorla 42' Ramsey 61' Giroud | 1-0 2-0 3-0 |                 | Szczęsny Debuchy, Chambers, Koscielny (46' Monreal), Gibbs Wilshere (68' Flamini), Arteta, Ramsey (86' Campbell) Sánchez (46' Oxlade-Chamberlain), Sanogo (46' Giroud), Cazorla (70' Rosický) |         |

## League Cup

### Wedstrijden
| Wedstrijddetails                                | Thuisploeg  | Uitslag     | Uitploeg            | Opstelling | Kaarten                    |
| ----------------------------------------------- | ----------- | ----------- | ------------------- | --- | -------------------------- |
| Derde ronde                                     |             |             |                     | |                            |
| 23 september 2014 20:45 Emirates Stadium Londen | Arsenal FC  | 1-2         | Southampton FC      | Ospina Bellerín (86' Akpom), Chambers, Hayden, Coquelin Diaby (67' Cazorla), Wilshere, Rosický Sánchez, Podolski, Campbell (71' Oxlade-Chamberlain) | 88' Rosický 90+1' Wilshere |
| 23 september 2014 20:45 Emirates Stadium Londen | 14' Sánchez | 1-0 1-1 1-2 | 20' Tadić 40' Clyne | Ospina Bellerín (86' Akpom), Chambers, Hayden, Coquelin Diaby (67' Cazorla), Wilshere, Rosický Sánchez, Podolski, Campbell (71' Oxlade-Chamberlain) | 88' Rosický 90+1' Wilshere |

## FA Cup

### Wedstrijden
| Wedstrijddetails                                       | Thuisploeg                                           | Uitslag             | Uitploeg                        | Opstelling | Kaarten                  |
| ------------------------------------------------------ | ---------------------------------------------------- | ------------------- | ------------------------------- | --- | ------------------------ |
| 1/32 finale                                            |                                                      |                     |                                 | |                          |
| 4 januari 2015 18:30 Emirates Stadium Londen           | Arsenal FC                                           | 2-0                 | Hull City                       | Ospina Bellerín, Chambers, Mertesacker, Monreal Rosický, Coquelin, Cazorla Walcott (76' Oxlade-Chamberlain), Sánchez (84' Akpom), Campbell (90+1' Maitland-Niles) | 76' Sánchez 87' Coquelin |
| 4 januari 2015 18:30 Emirates Stadium Londen           | 20' Mertesacker 82' Sánchez                          | 1-0 2-0             |                                 | Ospina Bellerín, Chambers, Mertesacker, Monreal Rosický, Coquelin, Cazorla Walcott (76' Oxlade-Chamberlain), Sánchez (84' Akpom), Campbell (90+1' Maitland-Niles) | 76' Sánchez 87' Coquelin |
| 1/16 finale                                            |                                                      |                     |                                 | |                          |
| 25 januari 2015 17:00 Falmer Stadium Brighton and Hove | Brighton & Hove Albion (II)                          | 2-3                 | Arsenal FC                      | Szczęsny Chambers, Koscielny, Monreal, Gibbs Rosický, Flamini, Ramsey Walcott (70' Walcott), Giroud (70' Akpom), Özil (80' Coquelin)                              |                          |
| 25 januari 2015 17:00 Falmer Stadium Brighton and Hove | 50' O'Grady 75' Baldock                              | 0-1 0-2 1-2 1-3 2-3 | 2' Walcott 24' Özil 59' Rosický | Szczęsny Chambers, Koscielny, Monreal, Gibbs Rosický, Flamini, Ramsey Walcott (70' Walcott), Giroud (70' Akpom), Özil (80' Coquelin)                              |                          |
| 1/8 finale                                             |                                                      |                     |                                 | |                          |
| 15 februari 2015 17:00 Emirates Stadium Londen         | Arsenal FC                                           | 2-0                 | Middlesbrough (II)              | Szczęsny Chambers, Gabriel, Koscielny, Gibbs Flamini, Cazorla, Özil Sánchez (72' Rosický), Giroud (83' Akpom), Welbeck (72' Walcott)                              | 55' Gabriel              |
| 15 februari 2015 17:00 Emirates Stadium Londen         | 27' Giroud 29' Giroud                                | 1-0 2-0             |                                 | Szczęsny Chambers, Gabriel, Koscielny, Gibbs Flamini, Cazorla, Özil Sánchez (72' Rosický), Giroud (83' Akpom), Welbeck (72' Walcott)                              | 55' Gabriel              |
| Kwartfinale                                            |                                                      |                     |                                 | |                          |
| 9 maart 2015 20:45 Old Trafford Manchester             | Manchester United                                    | 1-2                 | Arsenal FC                      | Szczęsny Bellerín (66' Chambers), Mertesacker, Koscielny, Monreal Coquelin, Cazorla, Özil Oxlade-Chamberlain (51' Ramsey), Welbeck (74' Giroud), Sánchez          | 4' Bellerín 88' Ramsey   |
| 9 maart 2015 20:45 Old Trafford Manchester             | 29' Rooney                                           | 0-1 1-1 1-2         | 25' Monreal 61' Welbeck         | Szczęsny Bellerín (66' Chambers), Mertesacker, Koscielny, Monreal Coquelin, Cazorla, Özil Oxlade-Chamberlain (51' Ramsey), Welbeck (74' Giroud), Sánchez          | 4' Bellerín 88' Ramsey   |
| Halve finale                                           |                                                      |                     |                                 | |                          |
| 18 april 2015 20:45 Wembley Stadium Londen             | Reading FC (II)                                      | 1-2                 | Arsenal FC                      | Szczęsny Debuchy, Mertesacker (63' Gabriel), Koscielny, Gibbs Coquelin (101' Walcott), Cazorla, Özil Ramsey, Welbeck (72' Giroud), Sánchez                        | 108' Gabriel             |
| 18 april 2015 20:45 Wembley Stadium Londen             | 54' McCleary                                         | 0-1 1-1 1-2         | 39' Sánchez 105+1' Sánchez      | Szczęsny Debuchy, Mertesacker (63' Gabriel), Koscielny, Gibbs Coquelin (101' Walcott), Cazorla, Özil Ramsey, Welbeck (72' Giroud), Sánchez                        | 108' Gabriel             |
| Finale                                                 |                                                      |                     |                                 | |                          |
| 30 mei 2015 18:30 Wembley Stadium Londen               | Arsenal FC                                           | 4-0                 | Aston Villa                     | Szczęsny Bellerín, Mertesacker, Koscielny, Monreal Coquelin, Cazorla, Özil (77' Wilshere) Ramsey, Walcott (77' Giroud), Sánchez (90' Oxlade-Chamberlain)          |                          |
| 30 mei 2015 18:30 Wembley Stadium Londen               | 40' Walcott 50' Sánchez 62' Mertesacker 90+3' Giroud | 1-0 2-0 3-0 4-0     |                                 | Szczęsny Bellerín, Mertesacker, Koscielny, Monreal Coquelin, Cazorla, Özil (77' Wilshere) Ramsey, Walcott (77' Giroud), Sánchez (90' Oxlade-Chamberlain)          |                          |

## UEFA Champions League

### Wedstrijden
| UEFA Champions League                                         |                                                 |                         |                                                    | |                                                   |
| Wedstrijddetails                                              | Thuisploeg                                      | Uitslag                 | Uitploeg                                           | Opstelling | Kaarten                                           |
| Play-offs                                                     |                                                 |                         |                                                    | |                                                   |
| 16 september 2014 20:45 BJK Inönüstadion Istanboel            | Beşiktaş                                        | 0-0                     | Arsenal FC                                         | Szczęsny Debuchy, Chambers, Koscielny, Monreal Wilshere, Arteta (50' Flamini), Ramsey Sánchez (73' Oxlade-Chamberlain), Giroud, Cazorla (90' Rosický)              | 54' Ramsey 55' Flamini 66' Monreal 80' Ramsey     |
| 16 september 2014 20:45 BJK Inönüstadion Istanboel            |                                                 |                         |                                                    | Szczęsny Debuchy, Chambers, Koscielny, Monreal Wilshere, Arteta (50' Flamini), Ramsey Sánchez (73' Oxlade-Chamberlain), Giroud, Cazorla (90' Rosický)              | 54' Ramsey 55' Flamini 66' Monreal 80' Ramsey     |
| 16 september 2014 20:45 Emirates Stadium Londen               | Arsenal FC                                      | 1-0                     | Beşiktaş                                           | Szczęsny Debuchy, Mertesacker, Koscielny, Monreal Wilshere, Flamini, Cazorla Oxlade-Chamberlain, Sánchez, Özil (76' Chambers)                                      | 14' Debuchy 75' Debuchy 77' Chambers 86' Szczęsny |
| 16 september 2014 20:45 Emirates Stadium Londen               | 45+1' Sánchez                                   | 1-0                     |                                                    | Szczęsny Debuchy, Mertesacker, Koscielny, Monreal Wilshere, Flamini, Cazorla Oxlade-Chamberlain, Sánchez, Özil (76' Chambers)                                      | 14' Debuchy 75' Debuchy 77' Chambers 86' Szczęsny |
| Groepsfase                                                    |                                                 |                         |                                                    | |                                                   |
| 16 september 2014 20:45 Signal Iduna Park Dortmund            | Borussia Dortmund                               | 2-0                     | Arsenal FC                                         | Szczęsny Bellerín, Mertesacker, Koscielny, Gibbs Wilshere, Arteta (77' Podolski), Ramsey (62' Cazorla) Sánchez, Welbeck, Özil (62' Oxlade-Chamberlain)             | 54' Özil 88' Wilshere                             |
| 16 september 2014 20:45 Signal Iduna Park Dortmund            | 45' Immobile 48' Aubameyang                     | 1-0 2-0                 |                                                    | Szczęsny Bellerín, Mertesacker, Koscielny, Gibbs Wilshere, Arteta (77' Podolski), Ramsey (62' Cazorla) Sánchez, Welbeck, Özil (62' Oxlade-Chamberlain)             | 54' Özil 88' Wilshere                             |
| 1 oktober 2014 20:45 Emirates Stadium Londen                  | Arsenal FC                                      | 4-1                     | Galatasaray                                        | Szczęsny Chambers, Mertesacker, Koscielny, Gibbs Cazorla, Flamini, Özil (77' Wilshere) Oxlade-Chamberlain (68' Rosický), Welbeck, Sánchez (62' Ospina)             | 44' Flamini 60' Szczęsny                          |
| 1 oktober 2014 20:45 Emirates Stadium Londen                  | 22' Welbeck 30' Welbeck 41' Sánchez 52' Welbeck | 1-0 2-0 3-0 4-0 4-1     | 63' Yılmaz                                         | Szczęsny Chambers, Mertesacker, Koscielny, Gibbs Cazorla, Flamini, Özil (77' Wilshere) Oxlade-Chamberlain (68' Rosický), Welbeck, Sánchez (62' Ospina)             | 44' Flamini 60' Szczęsny                          |
| 22 oktober 2014 20:45 Constant Vanden Stockstadion Anderlecht | RSC Anderlecht                                  | 1-2                     | Arsenal FC                                         | Martínez Chambers, Mertesacker, Monreal, Gibbs Ramsey, Flamini (75' Oxlade-Chamberlain), Wilshere (84' Podolski) Sánchez, Welbeck (75' Campbell), Cazorla          | 8' Monreal 66' Welbeck                            |
| 22 oktober 2014 20:45 Constant Vanden Stockstadion Anderlecht | 71' Najar                                       | 1-0 1-1 1-2             | 89' Gibbs 90+1' Podolski                           | Martínez Chambers, Mertesacker, Monreal, Gibbs Ramsey, Flamini (75' Oxlade-Chamberlain), Wilshere (84' Podolski) Sánchez, Welbeck (75' Campbell), Cazorla          | 8' Monreal 66' Welbeck                            |
| 4 november 2014 20:45 Emirates Stadium Londen                 | Arsenal FC                                      | 3-3                     | RSC Anderlecht                                     | Szczęsny Chambers, Mertesacker, Monreal, Gibbs Ramsey, Arteta (62' Flamini), Sánchez Oxlade-Chamberlain (81' Rosický), Welbeck (82' Podolski), Cazorla             | 72' Monreal                                       |
| 4 november 2014 20:45 Emirates Stadium Londen                 | 25' Arteta 29' Sánchez 58' Oxlade-Chamberlain   | 1-0 2-0 3-0 3-1 3-2 3-3 | 61' Vanden Borre 73' Vanden Borre 90' Mitrovic     | Szczęsny Chambers, Mertesacker, Monreal, Gibbs Ramsey, Arteta (62' Flamini), Sánchez Oxlade-Chamberlain (81' Rosický), Welbeck (82' Podolski), Cazorla             | 72' Monreal                                       |
| 26 november 2014 20:45 Emirates Stadium Londen                | Arsenal FC                                      | 2-0                     | Borussia Dortmund                                  | Martínez Chambers, Mertesacker, Monreal, Gibbs Ramsey, Arteta (67' Flamini), Cazorla Oxlade-Chamberlain (90' Campbell), Sanogo (79' Podolski), Sánchez             | 15' Arteta                                        |
| 26 november 2014 20:45 Emirates Stadium Londen                | 2' Sanogo 57' Sánchez                           | 1-0 2-0                 |                                                    | Martínez Chambers, Mertesacker, Monreal, Gibbs Ramsey, Arteta (67' Flamini), Cazorla Oxlade-Chamberlain (90' Campbell), Sanogo (79' Podolski), Sánchez             | 15' Arteta                                        |
| 9 december 2014 20:45 Türk Telekom Arena Istanboel            | Galatasaray                                     | 1-4                     | Arsenal FC                                         | Szczęsny Debuchy (77' O'Connor), Chambers, Mertesacker, Bellerín Ramsey (46' Maitland-Niles), Flamini (46' Zelalem), Oxlade-Chamberlain Campbell, Sanogo, Podolski | 15' Flamini 65' Debuchy 65' Podolski              |
| 9 december 2014 20:45 Türk Telekom Arena Istanboel            | 88' Sneijder                                    | 0-1 0-2 0-3 1-3 1-4     | 3' Podolski 11' Ramsey 29' Ramsey 90+2' Podolski   | Szczęsny Debuchy (77' O'Connor), Chambers, Mertesacker, Bellerín Ramsey (46' Maitland-Niles), Flamini (46' Zelalem), Oxlade-Chamberlain Campbell, Sanogo, Podolski | 15' Flamini 65' Debuchy 65' Podolski              |
| 1/8 finale                                                    |                                                 |                         |                                                    | |                                                   |
| 25 februari 2015 20:45 Emirates Stadium Londen                | Arsenal FC                                      | 1-3                     | AS Monaco                                          | Ospina Bellerín, Mertesacker, Koscielny, Gibbs Coquelin (68' Oxlade-Chamberlain), Cazorla (81' Rosický), Özil Welbeck, Giroud (60' Walcott), Sánchez               | 42' Coquelin 74' Bellerín 87' Özil                |
| 25 februari 2015 20:45 Emirates Stadium Londen                | 90+1' Oxlade-Chamberlain                        | 0-1 0-2 1-2 1-3         | 38' Kondogbia 53' Berbatov 90+4' Ferreira Carrasco | Ospina Bellerín, Mertesacker, Koscielny, Gibbs Coquelin (68' Oxlade-Chamberlain), Cazorla (81' Rosický), Özil Welbeck, Giroud (60' Walcott), Sánchez               | 42' Coquelin 74' Bellerín 87' Özil                |
| 17 maart 2015 20:45 Stade Louis II Monaco                     | AS Monaco                                       | 0-2                     | Arsenal FC                                         | Ospina Bellerín, Mertesacker, Koscielny, Monreal (83' Gibbs) Coquelin (63' Ramsey), Cazorla, Özil Sánchez, Giroud, Welbeck (72' Walcott)                           | 42' Sánchez                                       |
| 17 maart 2015 20:45 Stade Louis II Monaco                     |                                                 | 0-1 0-2                 | 36' Giroud 79' Ramsey                              | Ospina Bellerín, Mertesacker, Koscielny, Monreal (83' Gibbs) Coquelin (63' Ramsey), Cazorla, Özil Sánchez, Giroud, Welbeck (72' Walcott)                           | 42' Sánchez                                       |

### Groepsfase Champions League
| Groep D | Groep D           | Groep D | Groep D | Groep D | Groep D | Groep D | Groep D | Groep D | Groep D |
|         |                   | P       | W       | G       | V       | +       | -       | DS      | Ptn     |
| ------- | ----------------- | ------- | ------- | ------- | ------- | ------- | ------- | ------- | ------- |
| 1.      | Borussia Dortmund | 6       | 4       | 1       | 1       | 14      | 4       | +10     | 13      |
| 2.      | Arsenal FC        | 6       | 4       | 1       | 1       | 15      | 8       | +7      | 13      |
| 3.      | RSC Anderlecht    | 6       | 1       | 3       | 2       | 8       | 10      | −2      | 6       |
| 4.      | Galatasaray       | 6       | 0       | 1       | 5       | 4       | 19      | −15     | 1       |

## Statistieken
De speler met de meeste wedstrijden is in het groen aangeduid, de speler met de meeste doelpunten in het geel.
| Nr. | Naam                    | Premier League | Premier League | FA Cup | FA Cup | League Cup | League Cup | Community Shield | Community Shield | Champions League | Champions League | Totaal | Totaal |
| Nr. | Naam                    | Wed            | Goals          | Wed    | Goals  | Wed        | Goals      | Wed              | Goals            | Wed              | Goals            | Wed    | Goals  |
| --- | ----------------------- | -------------- | -------------- | ------ | ------ | ---------- | ---------- | ---------------- | ---------------- | ---------------- | ---------------- | ------ | ------ |
| 1.  | Wojciech Szczęsny       | 17             | 0              | 5      | 0      | 0          | 0          | 1                | 0                | 6                | 0                | 29     | 0      |
| 2.  | Mathieu Debuchy         | 10             | 1              | 1      | 0      | 0          | 0          | 1                | 0                | 3                | 0                | 15     | 1      |
| 3.  | Kieran Gibbs            | 22             | 0              | 3      | 0      | 0          | 0          | 1                | 0                | 7                | 1                | 33     | 1      |
| 4.  | Per Mertesacker         | 35             | 0              | 4      | 2      | 0          | 0          | 0                | 0                | 9                | 0                | 48     | 2      |
| 5.  | Gabriel Paulista        | 6              | 0              | 2      | 0      | 0          | 0          | 0                | 0                | 0                | 0                | 8      | 0      |
| 6.  | Laurent Koscielny       | 27             | 3              | 5      | 0      | 0          | 0          | 1                | 0                | 6                | 0                | 39     | 3      |
| 7.  | Tomáš Rosický           | 15             | 2              | 3      | 1      | 1          | 0          | 1                | 0                | 4                | 0                | 24     | 3      |
| 8.  | Mikel Arteta            | 7              | 0              | 0      | 0      | 0          | 0          | 1                | 0                | 4                | 1                | 12     | 1      |
| 9.  | Lukas Podolski          | 7              | 0              | 0      | 0      | 1          | 0          | 0                | 0                | 5                | 3                | 13     | 3      |
| 10. | Jack Wilshere           | 14             | 2              | 1      | 0      | 1          | 0          | 1                | 0                | 5                | 0                | 22     | 2      |
| 11. | Mesut Özil              | 22             | 4              | 5      | 1      | 0          | 0          | 0                | 0                | 5                | 0                | 32     | 5      |
| 12. | Olivier Giroud          | 27             | 14             | 5      | 3      | 0          | 0          | 1                | 1                | 3                | 1                | 36     | 19     |
| 13. | David Ospina            | 18             | 0              | 1      | 0      | 1          | 0          | 0                | 0                | 3                | 0                | 23     | 0      |
| 14. | Theo Walcott            | 14             | 5              | 5      | 2      | 0          | 0          | 0                | 0                | 2                | 0                | 21     | 7      |
| 15. | Alex Oxlade-Chamberlain | 23             | 1              | 3      | 0      | 1          | 0          | 1                | 0                | 9                | 2                | 37     | 3      |
| 16. | Aaron Ramsey            | 29             | 6              | 4      | 0      | 0          | 0          | 1                | 1                | 7                | 3                | 41     | 10     |
| 17. | Alexis Sánchez          | 35             | 16             | 6      | 4      | 1          | 1          | 1                | 0                | 9                | 4                | 52     | 25     |
| 18. | Nacho Monreal           | 28             | 0              | 4      | 1      | 0          | 0          | 1                | 0                | 6                | 0                | 39     | 1      |
| 19. | Santi Cazorla           | 37             | 7              | 5      | 0      | 1          | 0          | 1                | 1                | 9                | 0                | 53     | 8      |
| 20. | Mathieu Flamini         | 23             | 1              | 2      | 0      | 0          | 0          | 1                | 0                | 7                | 0                | 33     | 1      |
| 21. | Calum Chambers          | 23             | 1              | 4      | 0      | 1          | 0          | 1                | 0                | 7                | 0                | 36     | 1      |
| 22. | Yaya Sanogo             | 3              | 0              | 0      | 0      | 0          | 0          | 1                | 0                | 2                | 1                | 6      | 1      |
| 23. | Danny Welbeck           | 25             | 4              | 3      | 1      | 0          | 0          | 0                | 0                | 6                | 3                | 34     | 8      |
| 24. | Abou Diaby              | 0              | 0              | 0      | 0      | 1          | 0          | 0                | 0                | 0                | 0                | 1      | 0      |
| 26. | Damián Martínez         | 4              | 0              | 0      | 0      | 0          | 0          | 0                | 0                | 2                | 0                | 6      | 0      |
| 27. | Serge Gnabry            | 0              | 0              | 0      | 0      | 0          | 0          | 0                | 0                | 0                | 0                | 0      | 0      |
| 28. | Joel Campbell           | 4              | 0              | 1      | 0      | 1          | 0          | 1                | 0                | 3                | 0                | 10     | 0      |
| 34. | Francis Coquelin        | 22             | 0              | 5      | 0      | 1          | 0          | 0                | 0                | 2                | 0                | 30     | 0      |
| 35. | Gedion Zelalem          | 0              | 0              | 0      | 0      | 0          | 0          | 0                | 0                | 1                | 0                | 1      | 0      |
| 38. | Chuba Akpom             | 3              | 0              | 3      | 0      | 1          | 0          | 0                | 0                | 0                | 0                | 7      | 0      |
| 39. | Héctor Bellerín         | 20             | 2              | 3      | 0      | 1          | 0          | 0                | 0                | 4                | 0                | 28     | 2      |
| 42. | Isaac Hayden            | 0              | 0              | 0      | 0      | 1          | 0          | 0                | 0                | 0                | 0                | 1      | 0      |
| 70. | Ainsley Maitland-Niles  | 1              | 0              | 1      | 0      | 0          | 0          | 0                | 0                | 1                | 0                | 3      | 0      |
| 73. | Stefan O'Connor         | 0              | 0              | 0      | 0      | 0          | 0          | 0                | 0                | 1                | 0                | 1      | 0      |

## Individuele prijzen
| Prijs                | Winnaar        |
| -------------------- | -------------- |
| PFA Team of the Year | Alexis Sánchez |

## Afbeeldingen

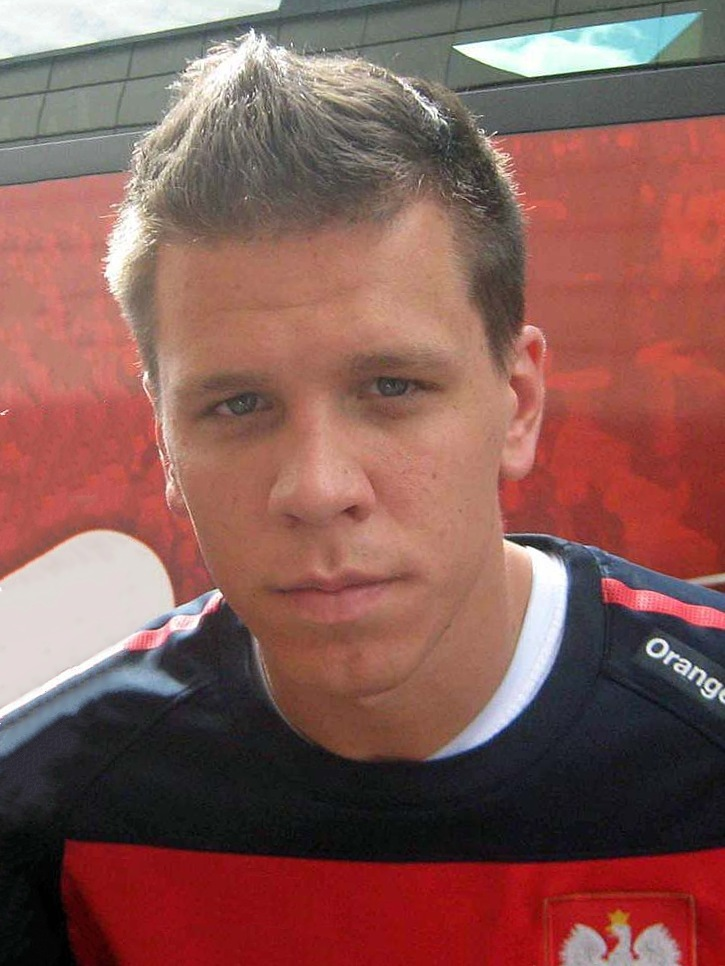
Wojciech Szczęsny (doelman)
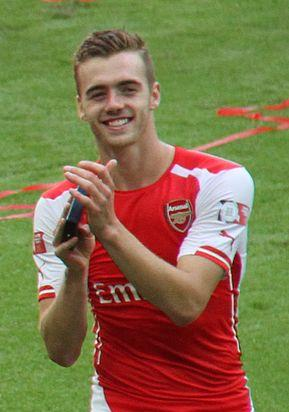
Calum Chambers (verdediger)
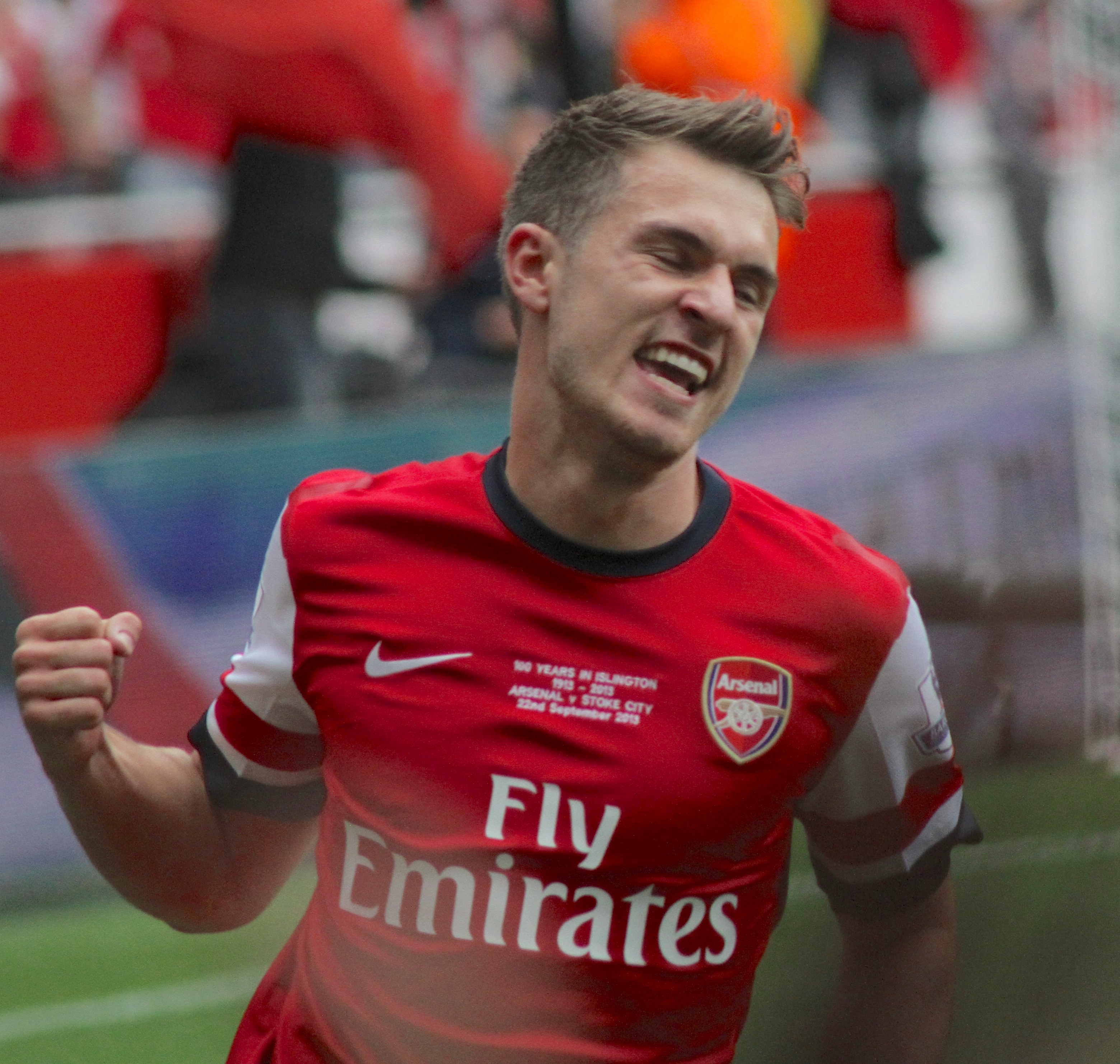
Aaron Ramsey (middenvelder)
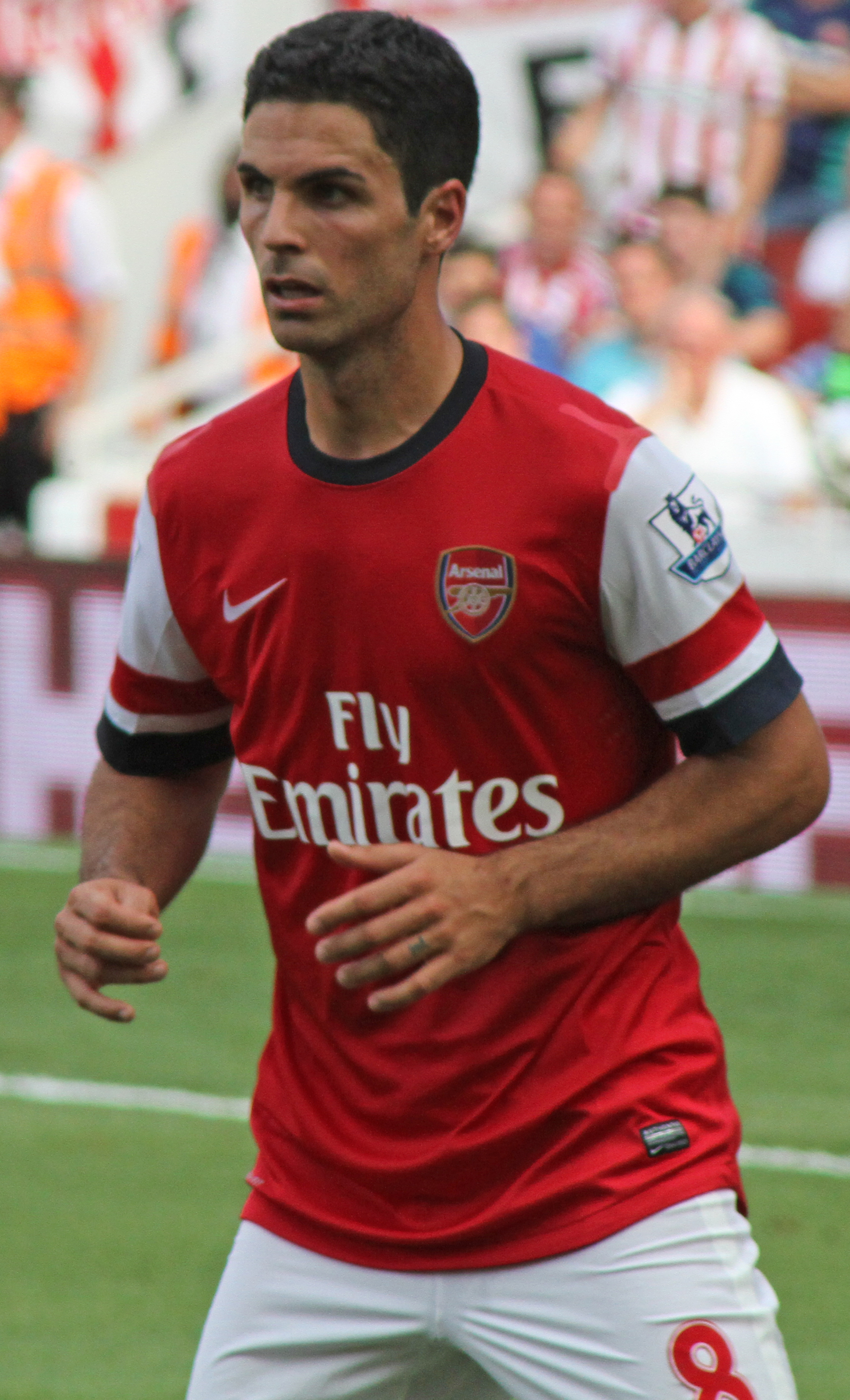
Mikel Arteta (middenvelder)
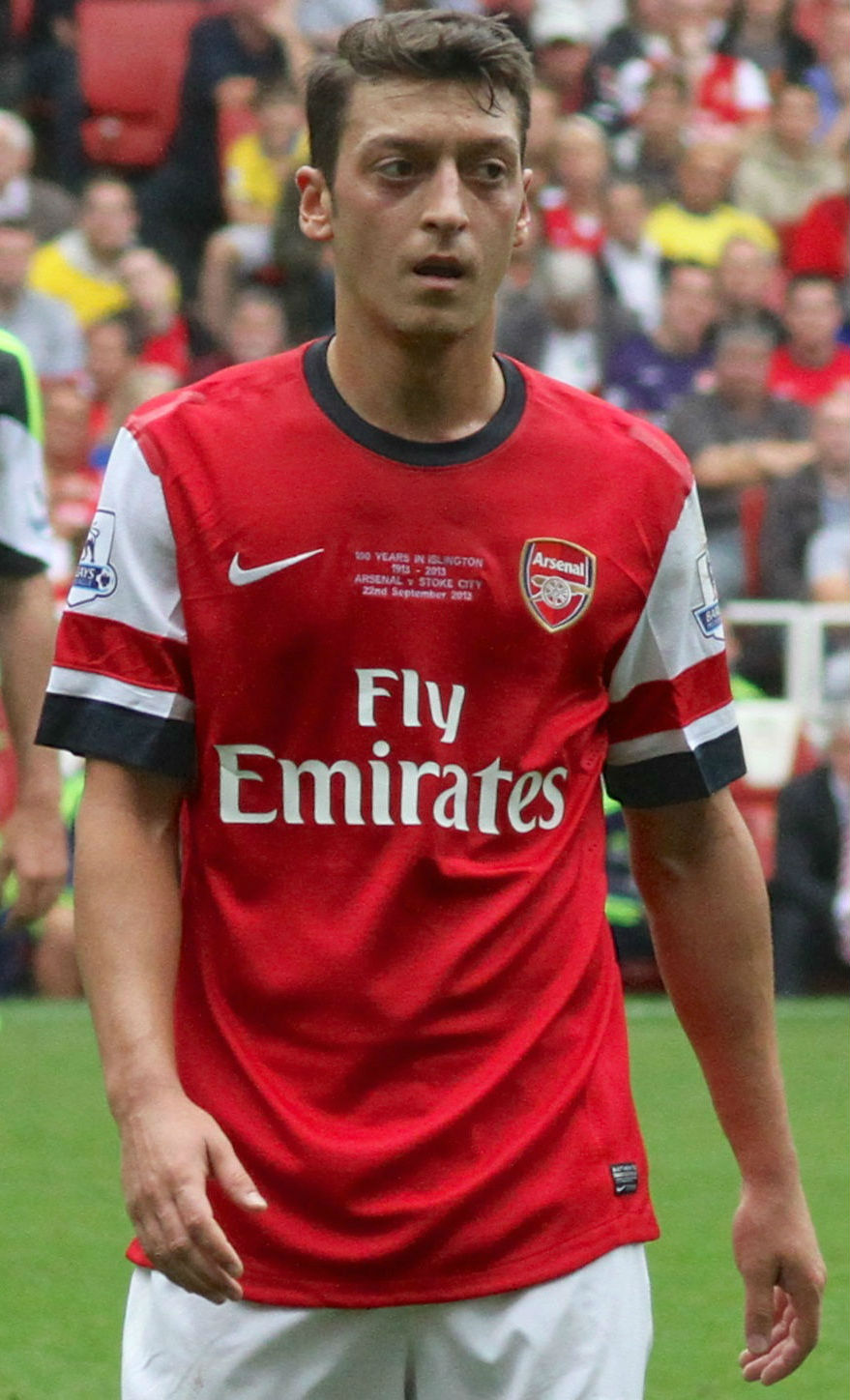
Mesut Özil (middenvelder)
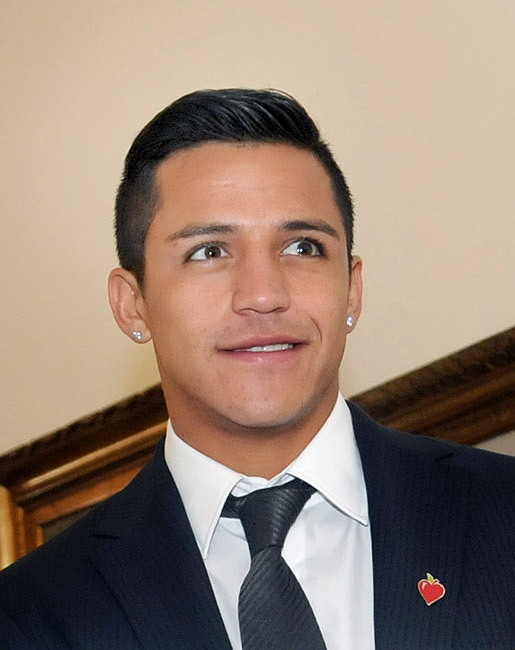
Alexis Sánchez (aanvaller)
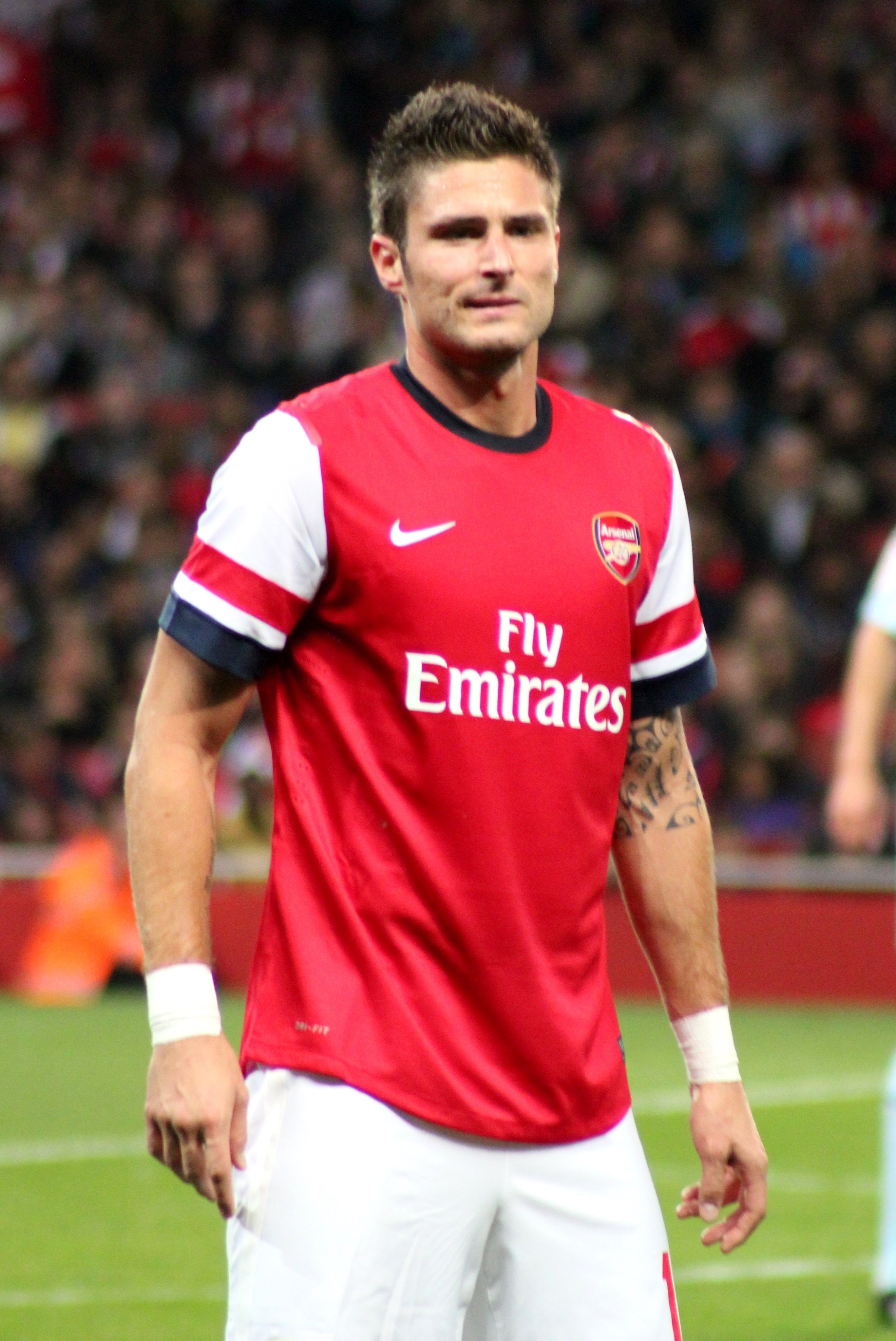
Olivier Giroud (aanvaller)